# Makoto Ozone
Makoto Ozone (Kóbe, 1961. március 25. –) japán dzsesszzongorista.

## Pályafutása
Két éves korában odaült a Hammond-orgonához. Improvizálni hét évesen kezdett. 1968 és 1970 között apjával fellépett meg a japán televízióban. Oscar Peterson albumainak hatása alatt tizenkét évesen zongorázni kezdett. 1980-ban a Berklee Zeneművészeti Főiskolára került, majd Gary Burtonnal dolgozott. Profiként 1983-ban mutatkozott be, aztán visszatért Japánba.
Együttműködve Kimiko Itoh énekessel duettként mutatkoztak be a Montreux-i Jazz Fesztiválon (Svájc) és elkészítette „Kimiko” című albumát.
2010 óta a Kunitachi Zeneművészeti Főiskola dzsessz tanfolyamának vendégprofesszora.

## Lemezek
válogatás
- Ozone (1984)
- After (1986)
- Starlight (1990)
- Breakout (1994)
- Nature Boys: with John Patitucci, Peter Erskine (1995)
- The Trio (1997)
- Dear Oscar (1998)
- Gary Burton, Makoto Ozone Virtuosi (2002)
- Makoto Ozone, Anna Maria Jopek „Road to Chopin” (2009)
- Makoto Ozone (Watts My Witchs Blue – 2012)
- Dimensions with Clarence Penn and James Genus (2017)

## Díjak
- 2003: Honorary Doctorate of Music from Berklee College of Music
- 2018: Medal of Honor with Purple Ribbon (紫綬褒章, しじゅほうしょう)